# Crisi financera
Una crisi financera és una crisi econòmica on alguns actius financers de sobte perden una gran part del seu valor nominal. Durant els segles segle xix i segle xx, moltes crisis financeres es van associar amb els pànics bancaris, i moltes recessions van coincidir amb aquests pànics. Altres situacions que sovint es denominen crisis financeres inclouen la fallida borsària i la ruptura d'altres bombolles econòmiques, la crisi monetària i la fallida del deute sobirà. Les crisis financeres donen lloc directament a la pèrdua del valor del paper moneda, però no provoquen necessàriament canvis significatius en l'economia real (per exemple, la crisi derivada de la famosa bombolla per la tulipomania en el segle xvii).
Molts economistes han ofert teories sobre com es desenvolupen les crisis financeres i com es podrien prevenir. No hi ha consens, però, i les crisis financeres continuen produint-se.